# Sièges de Taunton
Vous lisez un « bon article » labellisé en 2019.
Première guerre civile anglaise
Batailles
- Edgehill

1643
- Adwalton Moor
- Newbury (1)

1644
- Marston Moor
- Lostwithiel
- Newbury (2)
- Taunton

1645
- Naseby
- Langport

1646
- Torrington
- Oxford

Les sièges de Taunton sont une série de trois sièges ayant lieu entre septembre 1644 et juillet 1645 autour de Taunton, une ville du Somerset, dans le Sud-Ouest de l'Angleterre. Ces affrontements s'inscrivent dans le cadre de la première guerre civile anglaise, qui oppose les partisans du roi Charles Ier (les Cavaliers) à ceux du Parlement (les Têtes-Rondes). Taunton est stratégiquement importante du fait de sa position sur la principale route reliant la ville de Bristol aux comtés du Devon et des Cornouailles. 
Le parlementaire Robert Blake commande les assiégés durant les trois sièges, alors que les commandants royalistes changent à chaque siège. Le premier siège, mené par Edmund Wyndham avec des troupes principalement issues des garnisons du Somerset, débute le 23 septembre 1645. Après les premiers assauts, Blake se retranche dans le château de Taunton alors que les troupes royalistes établissent un blocus à quelques kilomètres de distance afin d'affamer les assiégés. Le 14 décembre, James Holborne brise le siège avec ses troupes. Profitant de trois mois d'accalmie, Blake érige un réseau de défenses autour de la ville.
Le second siège commence au début du mois de mars sous les ordres de Richard Grenville. À la suite de querelles entre les commandants royalistes, il piétine pendant deux mois. En mai, Ralph Hopton prend le commandement du siège avant de battre en retraite lorsque des renforts parlementaires commandés par Ralph Weldon commencent à arriver. George Goring prend alors le commandement et attaque les parlementaires qui battent en retraite à l'intérieur de Taunton. Le troisième siège débute, mais les lignes de ravitaillement de la ville ne sont pas coupées, ce qui nuit à son efficacité.
En juin, lorsque le roi affronte Thomas Fairfax et la New Model Army à la bataille de Naseby, Goring refuse de lever le siège de Taunton pour renforcer le contingent royaliste. Naseby est une défaite cruciale pour les royalistes, alors que les 10 à 15 000 hommes mobilisés pour le siège auraient pu leur permettre de remporter la bataille. Victorieux, Fairfax rallie Taunton le 9 juillet et libère la ville, mettant fin au troisième et dernier siège.

## Contexte
Au début de la Première guerre civile anglaise, la population du Somerset est divisée : la majorité des propriétaires terriens et les habitants des campagnes restent fidèles au roi Charles Ier, tandis que les villes prennent le parti des parlementaires, principalement en raison de leurs croyances puritaines. En août 1642, Taunton est aux mains d'un petit groupe de parlementaires. En juin de l'année suivante, une armée royaliste de 18 régiments menée par Ralph Hopton, composée pour moitié d'infanterie et pour moitié de cavalerie, arrive à Taunton et s'empare sans combattre de la ville. Une garnison royaliste est installée au château de Taunton.
Le comte d'Essex Robert Devereux, commandant en chef de l'armée parlementaire, commence à reprendre le West Country à partir de la mi-1644. Il traverse le Dorset, s'emparant des ports de Dorchester et de Weymouth avant de s'enfoncer dans les terres en direction de Chard. Les Têtes-Rondes se rapprochant de Taunton, la garnison de 800 hommes commandée par le colonel John Stawell (en) abandonne la ville en ne laissant que 80 soldats pour défendre le château. Les sources ne sont pas claires sur la destination de la garnison : l'historien Robert Morris suggère qu'elle rejoint Bridgwater alors qu'Edward Hyde affirme qu'elle est réquisitionnée par le prince Maurice du Palatinat durant sa retraite vers Plymouth.
Le 8 juillet 1644, Robert Devereux envoie une force parlementaire reprendre Taunton. Elle est commandée par le colonel Robert Pye (en), qui est secondé par le lieutenant-colonel Robert Blake. La ville est reprise sans combat. Encerclée, la garnison du château, commandée par le major William Reeve, se rend et bat en retraite vers Bridgwater. Le colonel Pye quitte Taunton peu après, laissant la ville aux mains de Blake. Avec une force de 1 000 hommes, il reçoit pour mission de bloquer les routes pour faciliter la campagne du comte d'Essex dans le Devon et les Cornouailles.

## Déroulement des sièges

### Premier siège (septembre-décembre 1644)

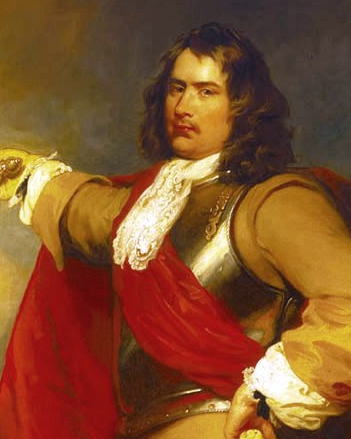
Robert Blake, le défenseur de Taunton lors des trois sièges.

La campagne militaire de Robert Devereux prend fin à la bataille de Lostwithiel (en), au début du mois de septembre 1644. Vaincue, son armée bat en retraite dans le Dorset. Les parlementaires ne contrôlent alors plus que trois villes dans tout le West Country : Plymouth, Lyme Regis et Taunton. Robert Blake est conscient de la vulnérabilité de Taunton qui, contrairement à la plupart des villes de l'époque, est dépourvue d'enceinte. Afin d'y remédier, il fait creuser des tranchées devant la porte Est et ériger une barricade dans la rue qui y mène. Trois forts en terre sont également édifiés de ce côté de la ville. Pendant ce temps, le roi d'Angleterre Charles Ier tient un conseil de guerre à Chard où il est décidé d'envoyer 3 000 hommes assiéger Taunton sous les ordres du colonel Edmund Wyndham,. 
Le siège débute le 23 septembre 1644, Wyndham et ses 3 000 hommes sont rejoints par son frère Francis (en) à la tête de la garnison du château de Dunster et par un régiment d'infanterie mené par Edward Rodney (en). Les forces royalistes entourent la ville et utilisent leur artillerie pour bombarder le château par l'ouest et la ville par l'est. D'après l'historien Robert Morris, les attaquants sont incapables d'entrer dans la ville et changent de tactique : plutôt que de prendre la ville d'assaut, ils établissent un périmètre d'encerclement plus élargi, entre 1,6 et 3,2 km de distance, pour couper tout ravitaillement. Cependant, les autres sources s'accordent à indiquer que les royalistes parviennent à percer les défenses de la ville à l'est, contraignant les troupes de Blake à se réfugier dans le château,,.
Durant le siège, Edmund Wyndham et Robert Blake échangent des lettres. Les deux hommes se connaissent, ayant tous deux été députés de Bridgwater au Parlement en 1640. Wyndham offre des termes généreux à Blake pour sa capitulation, mais celui-ci refuse catégoriquement. Il envoie de petits contingents d'hommes pour attaquer les assaillants. Cette stratégie rencontre un certain succès, mais la nourriture et les munitions commencent à manquer. Wyndham rationne fortement la nourriture disponible pour les habitants de Taunton afin d'éviter qu'ils n'en fournissent à la garnison de Blake. Ce dernier réclame de l'aide au Parlement et il l'obtient sous la forme de 3 000 soldats de l'armée parlementaire du Wiltshire, dépêchés par son commandant William Waller sous l'autorité de son adjoint le général James Holborne.
Wyndham envisage d'abord d'intercepter les renforts parlementaires à Chard, mais il préfère finalement battre en retraite à Bridgewater le 14 décembre. Il note que durant cette retraite, les assiégés tentent une attaque, mais la faim les empêche de poursuivre leurs adversaires. Le lendemain de l'arrivée de Holborne, un convoi ravitaille la ville, apportant de la nourriture, 2 000 mousquets et 40 barils de poudre à canon. Craignant une nouvelle offensive royaliste, Holborne laisse un millier de ses hommes à Blake pour défendre Taunton.

### Second siège (mars-mai 1645)
Edward Hyde rapporte qu'au début de l'année 1645, Blake envoie de petits groupes de soldats perturber les activités des royalistes dans tout le Somerset. Au même moment, George Goring, le lieutenant-général des comtés du sud-est au sein de l'armée royaliste, demande des troupes au roi afin de mener une campagne de grande ampleur dans le sud-est. Charles Ier refuse et l'affecte au sud-ouest, où il décide de reprendre Weymouth, puis Taunton, les deux principales places fortes des parlementaires dans cette région. Il s'empare de la première, mais l'arrivée de renforts ennemis l'empêche de s'y maintenir. Après cet échec, le roi lui écrit pour lui ordonner de rassembler les forces royalistes de la région pour en éliminer les rebelles.

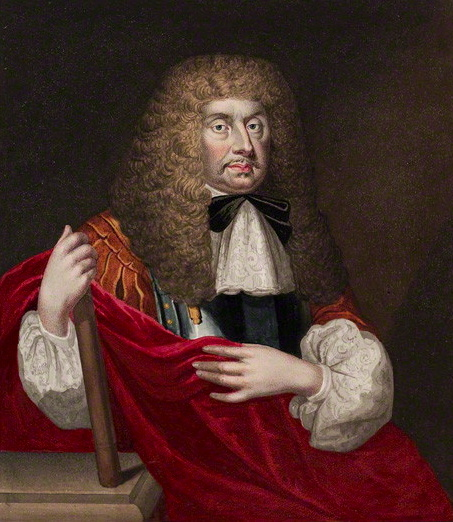
John Berkeley, l'un des commandants royalistes du deuxième siège.

Charles Ier ordonne également à Richard Grenville et à John Berkeley de soutenir Goring. Celui-ci arrive devant Taunton le 11 mars. Il est rapidement rejoint par une partie de la garnison d'Exeter menée par Berkeley. En revanche, Grenville continue à assiéger Plymouth. Son absence, qui s'ajoute à la menace constituée par l'union des troupes parlementaires de Waller et d'Oliver Cromwell dans le Hampshire, entraînent le report de l'offensive contre Taunton. Grenville ne quitte Plymouth qu'après une nouvelle demande du roi et du prince de Galles. À son arrivée devant Taunton, il reçoit un nouvel ordre, celui de suivre les troupes de Goring, parties rejoindre le roi dans le nord. Ses 3 000 hommes semblent en effet insuffisants pour s'emparer de la ville. Grenville refuse d'obéir : il affirme avoir promis aux commissaires du Devon et des Cornouailles qu'il n'irait pas plus loin que Taunton et prétend être capable de prendre la ville en l'espace de dix jours. Il se voit déléguer le commandement du siège et arrive le 2 avril devant Taunton. Dès le lendemain, il est blessé lors d'un assaut sur Wellington House et doit être conduit à Exeter pour y être soigné.
Le périmètre prévu par Grenville pour le siège est trop large pour être efficace et n'empêche pas Blake d'envoyer et de recevoir des messages. Après l'arrivée des unités d'infanterie et d'artillerie de Goring, les assaillants peuvent se rapprocher de la ville et creuser des tranchées à portée de mousquet,. Grenville étant blessé, le commandement revient à Berkeley, mais il éprouve des difficultés à se faire obéir des hommes de Grenville, dont certains vont jusqu'à déserter. Les deux commandants se querellent, Berkeley accusant Grenville d'avoir incité ces désertions tandis que Grenville se plaint auprès du prince de Galles de l'incompétence de Berkeley. En raison de ces désaccords, Ralph Hopton, le commandant des armées royalistes dans le West Country, reçoit le commandement du siège,.
Au fil du temps, les réserves de nourriture et de munitions de Taunton diminuent. Considérant le ravitaillement des assiégés comme une priorité, le Parlement leur envoie Thomas Fairfax, commandant en chef de la récemment formée New Model Army. Alors que Fairfax se dirige vers Taunton avec son armée, les royalistes envisagent d'envoyer leurs propres troupes l'intercepter avant qu'il n'atteigne Londres, mais le prince Rupert les convainc de se concentrer sur la conquête du nord du pays. Fairfax décide de scinder son armée : lui-même part avec la majorité de ses troupes pour le nord afin de contrer les royalistes, tandis que le colonel Ralph Weldon est chargé, à la tête de 6 000 à 7 000 hommes, de briser le siège de Taunton,.
Informé de l'arrivée de renforts parlementaires, Hopton intensifie les assauts sur la ville le 6 mai. Les attaques se poursuivent le lendemain du côté oriental, d'abord en le bombardant, puis en envoyant les troupes à l'assaut des forts en terre édifiés par Blake en début d'année. Les royalistes parviennent à s'emparer d'un de ces forts, mais ils doivent battre en retraite lorsque les parlementaires ripostent à coups de mousquets, de pierres et d'eau bouillante,. Le 8, après de nouveaux assauts infructueux, Hopton organise une fausse bataille entre ses hommes afin de faire croire à Blake que l'armée de Fairfax est arrivée, ce qui l'inciterait à tenter une sortie. Cette ruse est un échec. Vers 19 h, les troupes royalistes, soit 4 200 fantassins et 2 000 cavaliers, lancent une offensive de grande ampleur contre Taunton. Elles s'emparent de deux forts en terre et parviennent à franchir les défenses de la ville. Cependant, des soldats parlementaires armés de mousquets sont cachés dans toutes les maisons et les empêchent de progresser davantage. Les royalistes mettent le feu aux maisons dans l'espoir de les contraindre à fuir, mais le vent repousse les flammes vers eux et l'offensive s'arrête là.
Le lendemain matin, les royalistes repassent à l'attaque vers 11 h. Au cours des sept heures qui suivent, ils progressent lentement dans la ville, bâtiment par bâtiment, jusqu'à ce que les parlementaires ne contrôlent plus qu'une petite zone dans le centre de la ville, autour du château, d'une tranchée sur la place du marché, de l'église Sainte-Marie-Madeleine et d'un fort en terre, le Maiden's fort,. Un incendie alimenté par les tirs d'artillerie et des départs de feux volontaires ravage alors la moitié orientale de Taunton. Deux hommes et une femme tentent d'allumer un feu à l'intérieur du dernier bastion parlementaire, mais ils sont découverts et lynchés.
Les assauts reprennent le 10 mai. Blake répond à une offre de capitulation qu'il lui reste quatre paires de bottes et qu'il en mangera trois avant de se rendre. 
Ralenti par des unités royalistes entre Chard et Pitminster, Ralph Weldon envoie une partie de ses troupes en éclaireurs. Ces hommes atteignent Orchard Portman, à 3 km au sud de Taunton, le même jour. Craignant d'avoir affaire à toute l'armée de Fairfax, Hopton ordonne à ses troupes de battre en retraite vers Bridgwater. Sur la route, ils abattent des arbres en travers de la route pour ralentir les parlementaires. Le reste de l'armée de Weldon arrive le lendemain avec munitions et nourriture. Le bilan du second siège pour les assiégés s'élève entre 50 et 200 morts, au moins 200 blessés et deux tiers des maisons de la ville détruites,,. Après avoir ravitaillé Taunton, Weldon et ses hommes reprennent le chemin de l'Est dès le lendemain.

### Troisième siège (juin-juillet 1645)

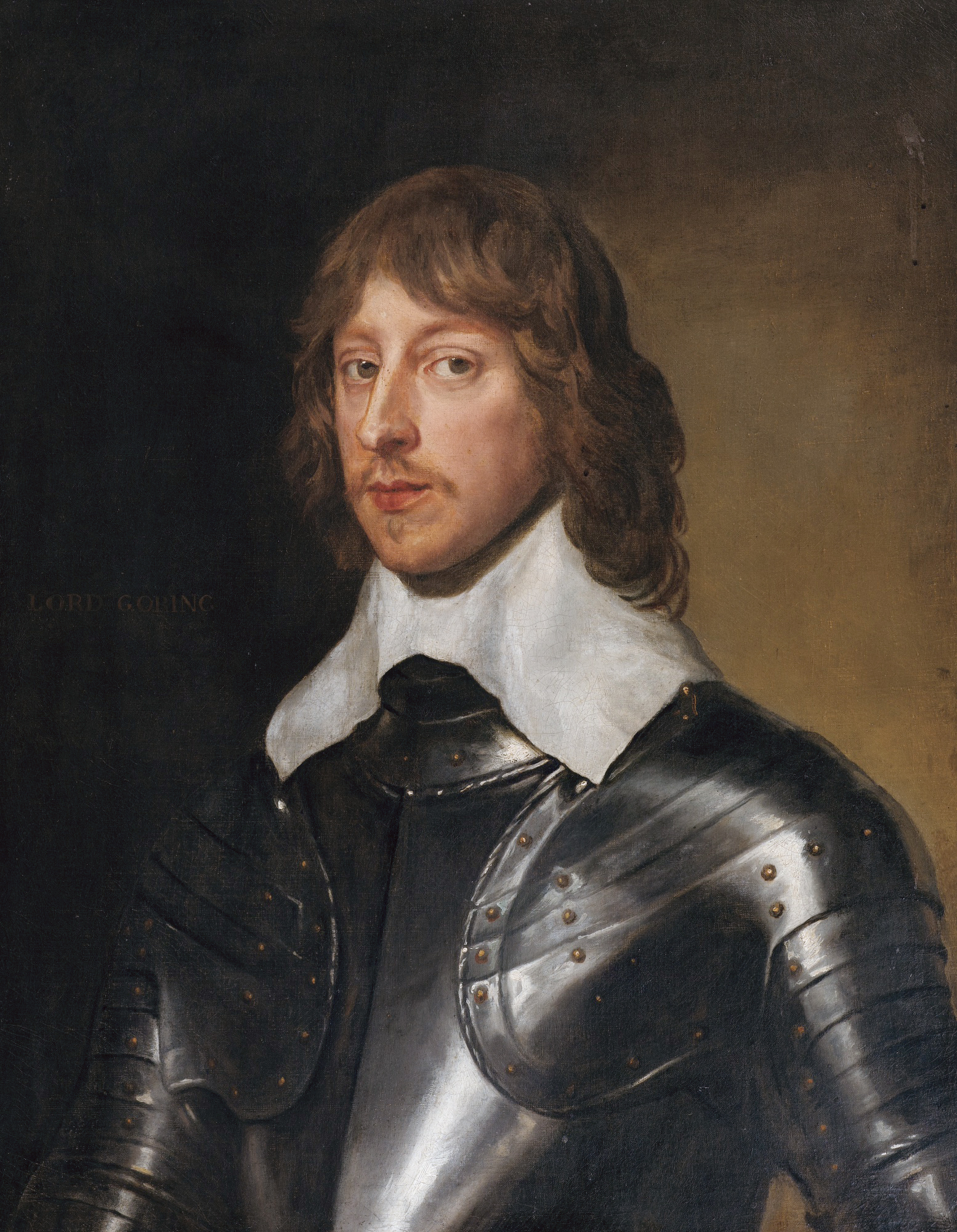
George Goring, commandant royaliste du troisième siège.

Durant le siège, George Goring se trouvait à Oxford avec le roi. Le 10 mai, il rentre à Bristol avec un mandat royal le nommant commandant de l'armée royaliste du West Country en remplacement de Ralph Hopton. Son premier geste est de harceler l'armée de Ralph Weldon, qu'il contraint à battre en retraite à Taunton, ville qu'il vient ensuite assiéger avec ses 10 000 hommes. Lorsque le roi lui ordonne de venir soutenir les troupes royalistes dans les Midlands, il refuse, affirmant qu'il lui suffira de quelques jours pour s'emparer de la ville. Il comprend cependant vite que son armée est trop réduite pour qu'il puisse prendre Taunton dans un délai aussi bref. Edward Hyde, qui se montre souvent sévère vis-à-vis de Goring dans ses mémoires de la guerre, le taxe de négligence et l'accuse d'avoir laissé la ville être ravitaillée. Il est fréquemment ivre et son armée souffre de nombreuses désertions. Le colonel Edward Massey (en), qui commande les forces parlementaires dans la région, reçoit l'ordre de se porter au secours de Taunton en juin, mais il ne peut lever que 3 000 hommes, trop peu pour faire face aux 10 000 hommes de Goring.
Pendant ce temps, Thomas Fairfax dirige la New Model Army dans les Midlands et inflige une défaite décisive aux royalistes à la bataille de Naseby le 14 juin,. Certains historiens modernes considèrent que les royalistes auraient pu remporter la bataille si Goring n'avait pas ignoré l'ordre du roi et l'avait rejoint avec ses hommes,. Immédiatement après sa victoire, Fairfax prend à nouveau la direction de Taunton. Conscient que les parlementaires sont en marche, Goring lance un dernier assaut contre la ville avec sa cavalerie le 9 juillet, espérant prendre par surprise Robert Blake, mais cette offensive est neutralisée par une partie de l'armée de Fairfax à Ilminster. Goring bat en retraite et quitte Taunton pour affronter Fairfax à la bataille de Langport (en). C'est la fin du troisième et dernier siège subi par la ville durant la première guerre civile anglaise.

## Conséquences

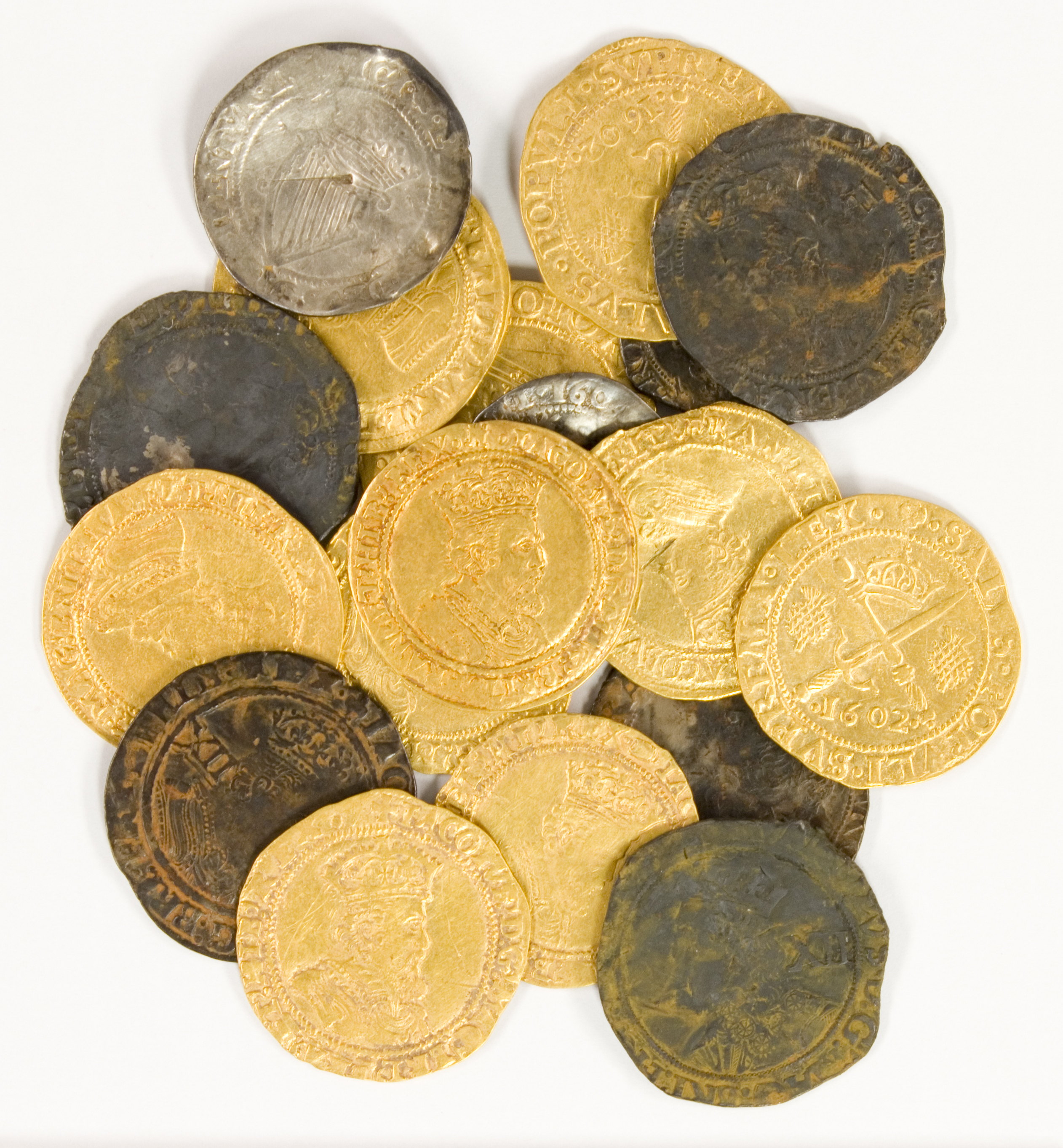
Ce lot de dix-huit pièces de monnaie britanniques de la première moitié du XVIIe siècle retrouvé à Taunton pourrait avoir été enterré durant le siège.

Selon H. J. Wickenden, Taunton est incendiée ou détruite à plus de 50 % au cours des trois sièges. Diane Purkiss (en) estime que la ville est détruite aux deux tiers. La ville et certains de ses habitants reçoivent des compensations financières provenant d'amendes infligées aux individus ayant pris le parti des royalistes, comme le baronnet William Portman (en), député de Taunton au début de la guerre, condamné à verser 7 000 £. Alors que les parlementaires procèdent au démantèlement de la plupart des châteaux ayant joué un rôle durant le conflit, ils épargnent le château de Taunton, la ville étant considérée comme un bastion parlementaire. En 1647, il est vendu avec le reste du domaine du manoir de Taunton. La succession de sièges et les attaques sur la ville ont créé un fort ressentiment parmi les habitants de la ville envers la royauté après la Restauration de la monarchie en 1660. Afin de condamner la résistance de la ville, Charles II punit Taunton en lui retirant sa charte de ville et fait abattre les murs extérieurs du château. En 1685, 400 habitants participeront à une rébellion contre Jacques II, arborant la bannière de James, duc de Monmouth mais seront défaits peu après à la bataille de Sedgemoor la même année.
Ayant défendu avec succès Taunton, Robert Blake reçoit l'ordre de s'emparer du château de Dunster, qui tombe entre ses mains après neuf mois de siège. Le Parlement le récompense à la fin de la guerre en lui versant 500 £, avec 2 000 £ supplémentaires à se partager pour ses hommes. Lorsque la deuxième guerre civile anglaise débute, il choisit de rester neutre. En 1649, Oliver Cromwell le nomme general at sea (en), bien qu'il n'ait aucune expérience dans la marine. Il occupe cette charge avec succès jusqu'à sa mort, en 1657,.